# Microporous and Mesoporous Materials
Microporous and Mesoporous Materials (abrégé en Micropor. Mesopor. Mat.) est une revue scientifique à comité de lecture. Ce journal publie des articles de recherches originales dans le domaine de la porosité des matériaux.
D'après le Journal Citation Reports, le facteur d'impact de ce journal était de 3,453 en 2014. Actuellement, le directeur de publication est M. Stöcker.

## Histoire
Le journal est issu de la fusion de deux périodiques :
- Zeolites, 1981-1997  (ISSN 0144-2449)[3]
- Microporous Materials, 1993-1997  (ISSN 0927-6513)[4]